# Шестаково (Воронезька область)
Шестаково (рос. Шестаково) — село у Бобровському районі Воронезької області Російської Федерації.
Населення становить 1917 осіб (2010). Входить до складу муніципального утворення Шестаковське сільське поселення.

## Історія
Населений пункт розташований у межах українського історико-культурного регіону Східної Слобожанщини. Від 1928 року належить до Бобровського району, спочатку в складі Центрально-Чорноземної області, а від 1934 року — Воронезької області.
Згідно із законом від 15 жовтня 2004 року входить до складу муніципального утворення Шестаковське сільське поселення.

## Населення
| 2000 | 2005  | 2010  |
| ---- | ----- | ----- |
| 2690 | ↘2364 | ↘1917 |